# کاج چینی
کاج چینی یا کاج تنه‌سفید یا کاج بانجیِنا یا کاج سوراخ‌پوست (نام علمی: Pinus bungeana) نام یک گونه از سرده کاج است.